# لورينت باتل
لورينت باتل (23 سبتمبر 1975

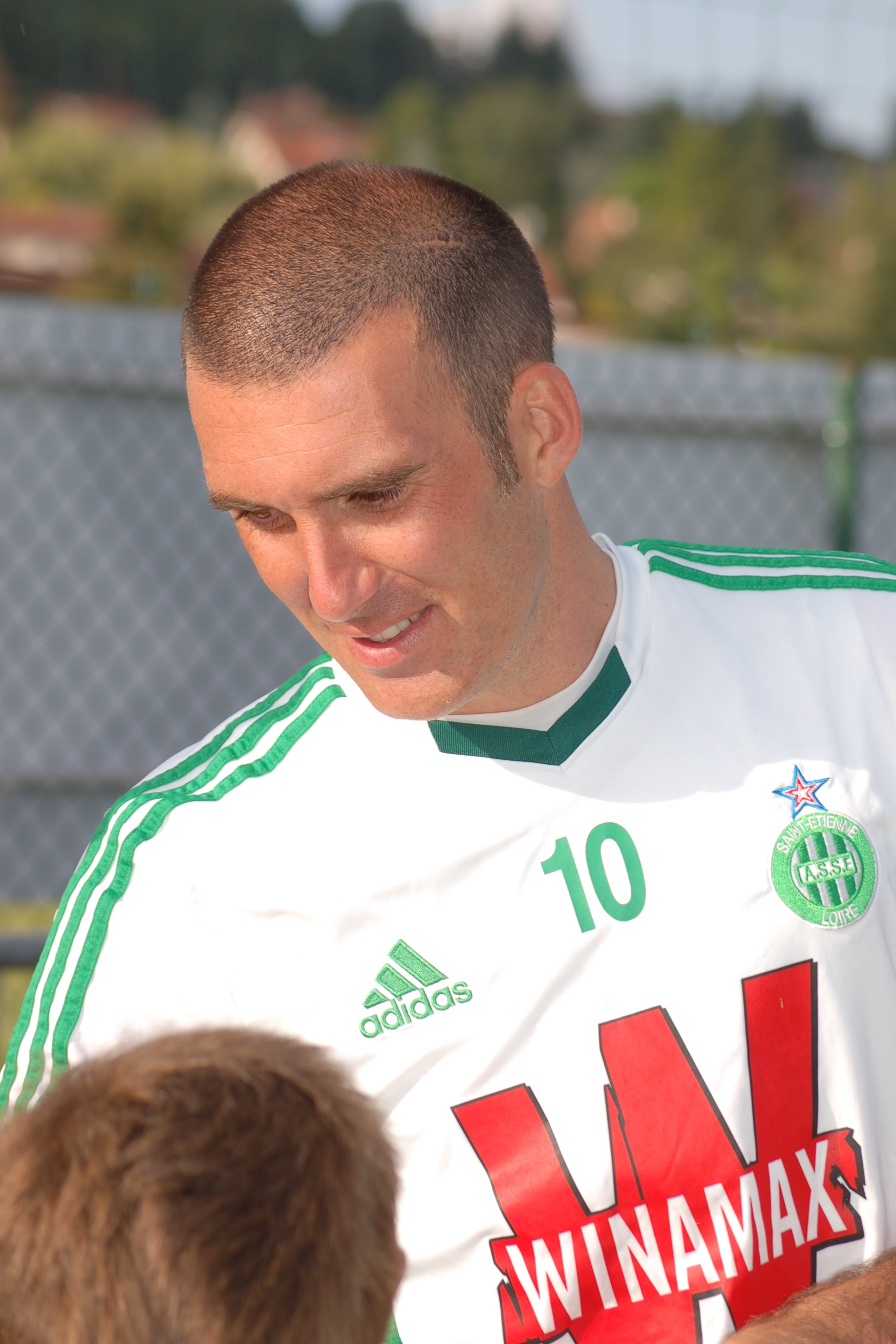

 في نانت) (بالفرنسية: Laurent Batlles)‏ لاعب كرة قدم فرنسي يلعب حاليا في نادي الدرجة الأولى غرونوبل منذ سنة 2008 في خط الوسط .
لعب باتل في أندية تولوز (1994-1999) بوردو (1999-2002) رين (2002) باستيا (2002-2004) مرسيليا (2004-2006) تولوز مجددا بالإعارة (2005-2006) تولوز مجددا (2006-2008) .

## روابط خارجية
- لورينت باتل على موقع رابطة كرة القدم الفرنسية للمحترفين (الإنجليزية)
- لورينت باتل على موقع قاعدة بيانات كرة القدم.إي يو (الإنجليزية)
- لورينت باتل على موقع ليكيب (الفرنسية)
- لورينت باتل على موقع Soccerbase.com (لاعب) (الإنجليزية)
- لورينت باتل على موقع عالم كرة القدم.نت (الإنجليزية)
- لورينت باتل على موقع كووورة